# حريش أحمر الرأس
حريش أحمر الرأس (الاسم العلمي:Lithobius erythrocephalus) هو نوع من المفصليات يتبع جنس الحريش من الفصيلة الحريشية.